# Hanna Anczykowska
Hanna Anczykowska (ur. 13 kwietnia 1956  w Warszawie) – gimnastyczka, dwukrotna Mistrzyni Polski.

## Kariera sportowa
Karierę gimnastyczki zaczęła mając 7 lat a zakończyła w wieku 18 lat. Urodziła się i wychowała w Warszawie, w wieku 20 lat przeprowadziła się do Łodzi, gdzie poznała swojego drugiego męża. Matka trzech córek – Anny,Ewy oraz Igi. Dwukrotna Mistrzyni Polski w barwach AZS-AWF Warszawa:
- 1974 – na XV Mistrzostwach Polski
- 1975 – na XVI Mistrzostwach Polski